# 김영길 (국악인)
김영길(1962년 ~)은 대한민국의 아쟁 연주가다.

## 방송
- KBS 국악대경연 (1997) - 대상

## 음반
- Coree : L'art Du Sanjo D'Ajaeng (2012)
- 백인영류 아쟁산조 (2022)
- 김영길의 [금당에 깃들다]_대아쟁으로 연주한 박종선류 아쟁산조 (2022)

## 공연
- 2022 창작악단 정기공연 <전통의 재발견> (2022)